# كيم سو جين
كيم سو جين (بالكورية: 김소진)‏ هي ممثلة كورية جنوبية. ولدت يوم 12 ديسمبر 1979 في سول في كوريا الجنوبية.

## روابط خارجية
- كيم سو-جين على موقع IMDb (الإنجليزية)
- كيم سو-جين على موقع قاعدة بيانات الفيلم (الإنجليزية)

لم يتم العثور على روابط لمواقع التواصل الاجتماعي.